# Naušnica
Naušnice su nakit koji se nosi na ušima. Postoje naušnice za probušene uši te one koje se na uho postavljaju malenom kvačicom, klipsom. Češće ih nose žene.
Naušnica koja se na uho stavlja neposredno nakon bušenja naziva se medicinka; ona se nosi oko 15 dana.

## Povijest

### Antika
Najstariji nalaz, star između 7500 i 8200 godina, naušnice su nađene u gradu Chifengu u Unutarnjoj Mongoliji. Izrađene su od žada. U Uru su žene nosile naušnice mjesečastog oblika. Kod Egipćana na naušnice nailazimo od 18. dinastije. Grkinje su nosile razne vrste naušnica, dok su one u bizantskom stilu utjecale i na oblike istih u cijelom mediteranskom području te u islamskim zemljama. U doba Rima često su nošene naušnice izrađene na proboj, dodatno ukrašene i dragim kamenjem.

### Europski srednji vijek
U radu Oswalda von Wolkensteina u jednoj se pjesmi opisuju naušnice koje je nosila jedna aragonska plemkinja.

### Novovjekovno doba u srednjoj Europi
U 16. stoljeću naušnice se samo mjestice spominju, dok su u 17. i 18. stoljeću već bile uobičajene, no ograničene na plemkinje, najčešće kapljastog ili kruškolikog oblika.
- Suvremene naušnice na sajmu u Indiji

## Vanjske poveznice
- Konavoske zlatne naušnice